# Luis Manuel Flórez
Luis Manuel Flórez García (Tuilla, Langreo, 6 de enero de 1954), apodado Floro, es un exjesuita, trabajador social y político. Tras ser el cabeza de lista de la FSA-PSOE en las elecciones municipales de 2023 fue elegido concejal del Ayuntamiento de Gijón, cargo que mantuvo hasta su dimisión en junio de 2025. Se hizo conocido por crear en 1988 el centro asturiano de la ONG Proyecto Hombre. Estuvo al frente de esta división regional hasta su jubilación en 2018. Hasta esa fecha y desde 2011 fue presidente de la Asociación Nacional Proyecto Hombre. Tras ganar un proceso de primarias del PSOE en octubre de 2022; Flórez es nombrado candidato a alcalde de Gijón.

## Biografía
Nacido en Tuilla, parroquia del concejo de Langreo, en 1954, su padre era carbonero y su madre ama de casa. Estudió bachillerato en el Colegio Santo Tomás de Aquino, actual Colegio Beata Imelda-Santo Tomás, de los Dominicos de La Felguera, abandonando a los dos años para estudiar en 1967 formación profesional en la Fundación Revillagigedo, del barrio de El Natahoyo en Gijón. Se gradúa en Maestría Industrial en Construcciones Metálicas en 1974, año en el que, obsesionado con la figura de Jesús de Nazareth, ingresa en la Compañía de Jesús y comienza su noviciado. Una vez hechos sus votos como jesuita, se traslada a Salamanca a iniciar su formación teológica en la Universidad Pontificia de Salamanca. Sería en Salamanca, y posteriormente en el Hospicio San Cayetano de León, donde conecta con la adolescencia marginal y adicta y se interesa en el trabajo social. En los años 1980 llega a Madrid para finalizar sus estudios en la Universidad de Comillas y se asienta en el barrio de San Blas, barrio muy perjudicado por la adicción a la heroína. Allí conoció una organización llamada Proyecto Hombre que empezó a funcionar en Madrid en 1985.
En 1986 regresa a Gijón y la Compañía de Jesús le encomienda poner en marcha en Gijón un centro de Proyecto Hombre. Se crea en 1987 la Fundación Centro Español de Solidaridad Principado de Asturias (CESPA) para darle cobertura jurídica y comienza a funcionar en 1988 en la Iglesia de Nuestra Señora de Fátima del barrio de La Calzada. Sería la primera asociación en Asturias especializada en el tratamiento de adicciones. La organización es un referente del trabajo social en Asturias; con más de 3000 casos tratados.
En 1991 abandona el sacerdocio y contrae matrimonio, del que tuvo dos hijas.
Desde 2011 compaginó la presidencia del centro asturiano de Proyecto Hombre y el de la Fundación CEPSA con el de la Asociación Nacional Proyecto Hombre, el ente gestor de todos los centros nacionales. Se jubiló en 2018, tras 33 años vinculado a Proyecto Hombre.

## Vida política
En 2019 Adrián Barbón, secretario general de la FSA, invita a Flórez a ser candidato a la alcaldía de Gijón en las elecciones municipales de 2019, a pesar de que éste no estaba afiliado al PSOE ni había participado en política previamente. Flórez finalmente rechazó la invitación por problemas de salud.
En 2022 se presenta a las elecciones primarias convocadas en el PSOE para elegir candidato a la alcaldía de Gijón en las elecciones municipales de 2023. Tras la renuncia a presentarse de la entonces alcaldesa, Ana González, Flórez se enfrentó a la candidatura de Ana Puerto, ganando dichas elecciones, celebradas el 9 de octubre de 2022, con 504 de 899 votos. Flórez se ha posicionado como admirador y sucesor del legado de dos alcaldes socialistas de Gijón: Paz Fernández Felgueroso y Vicente Álvarez Areces.
En las elecciones del 28 de mayo de 2023 Flórez consigue ser la candidatura más votada con 40.602 votos. Aún con eso el PSOE pierde dos concejales y se elimina la posibilidad de formar gobierno con otras fuerzas de izquierda del Ayuntamiento (juntas sumaban 12 concejales de 27 y la derecha (Foro, PP, Vox) conseguiría 15 concejales de 27). Tomó acta de concejal el 17 de junio de 2023 y pasó a ser el jefe de oposición en la Corporación 2023-2027.
El 21 de mayo de 2025 anunció su renuncia al acta de concejal alegando motivos personales. Abandonaría el escaño el 11 de junio.

## Reconocimientos
- Medalla de Plata del Principado de Asturias (2003)
- Medalla de Plata del Ayuntamiento de Gijón (2010)
- Medalla de Oro del Ayuntamiento de Oviedo (2012)[4]